# Sárga vízitök
A sárga vízitök (Nuphar lutea) a tündérrózsa-virágúak (Nymphaeales) rendjébe és a tündérrózsafélék (Nymphaeaceae) családjába tartozó faj.

## Előfordulása
Európától Közép-Ázsián keresztül Szibériáig és a Hszincsiang-Ujgur Autonóm Területig mindenütt megtalálható és gyakori. Törökországban és Algériában is vannak állományai.

## Alfajai
- Nuphar lutea subsp. advena (Aiton) Kartesz & Gandhi
- Nuphar lutea subsp. orbiculata (Small) E.O. Beal
- Nuphar lutea subsp. polysepala (Engelm.) E.O. Beal
- Nuphar lutea subsp. rubrodisca (Morong) Hellq. & Wiersema
- Nuphar lutea subsp. sagittifolia (Walter) E.O. Beal
- Nuphar lutea subsp. ulvacea (G.S. Mill. & Standl.) E.O. Beal
- Nuphar lutea subsp. variegata (Durand) E.O. Beal

## Megjelenése
A sárga vízitök a víz felszínén úszó levelei a fehér tündérrózsáénál hosszabbak, inkább elliptikusak, az erek száma is több; 12-40 centiméter hosszúak és 9-30 centiméter szélesek. Az oldalerek villásan elágazók, egymással nem futnak össze. A levélnyél felül tompán háromélű. A vízből kiemelkedő gömb alakú virágok 4-5 centiméter szélesek. A virágtakaró egyszerű, öt, csaknem kerekded, sárga színű csészelevél alkotja. A nagyszámú sziromlevél jóval kisebb, jelentéktelen. A bibe majdnem lapos, közepén kissé bemélyedő, 10-24 sugarú, melyek a bibe külső széle előtt végződnek. Vastag, kúszó gyöktörzsű, évelő növény.

## Életmódja
Síkvidéki álló- vagy lassan folyó, tápanyagban gazdag, iszapos talajú vizek lakója, ahol gyakran a fehér tündérrózsával alkot legyökerező hínárnövényzetet.
A virágzási ideje júniustól szeptember végéig tart.

## Képek

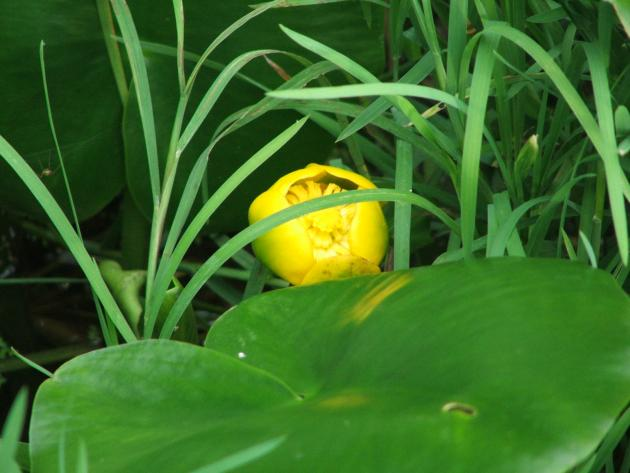
A növény
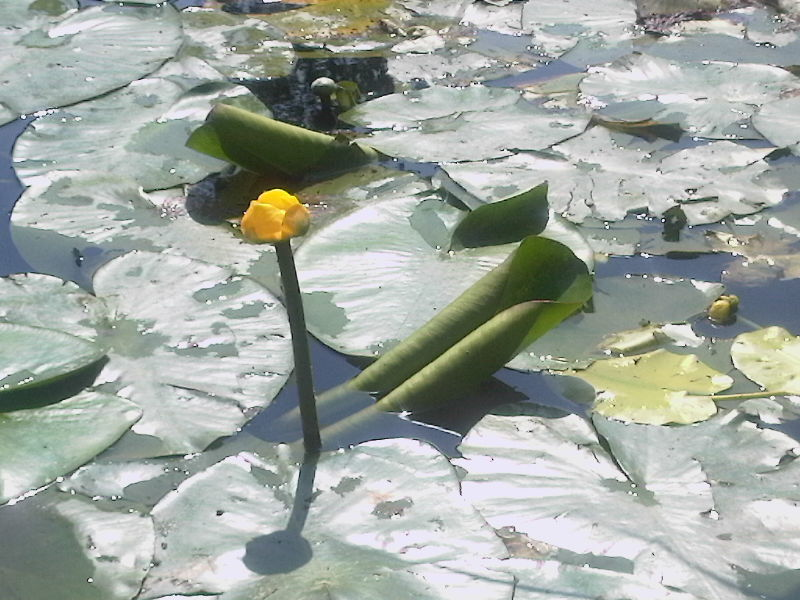
Bimbója
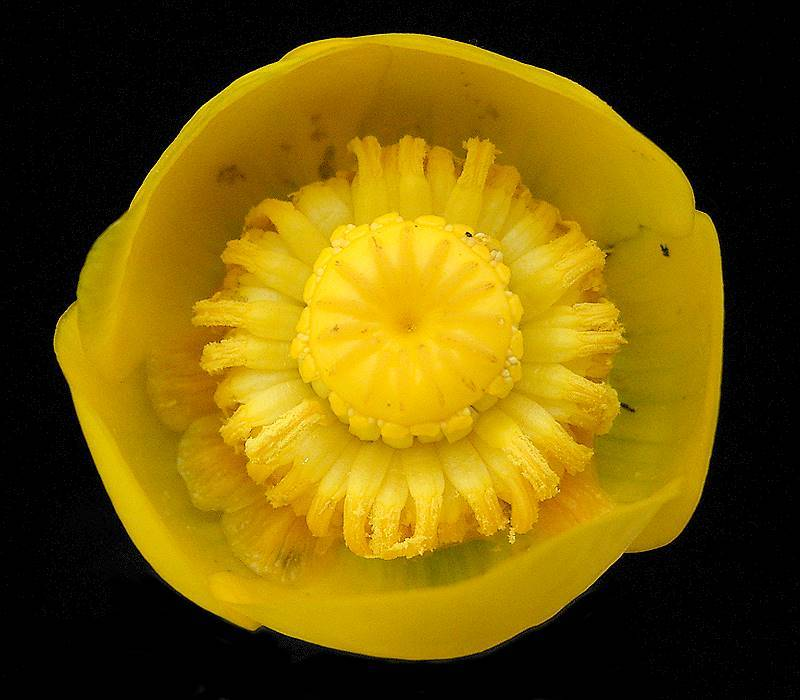
Virága felülről
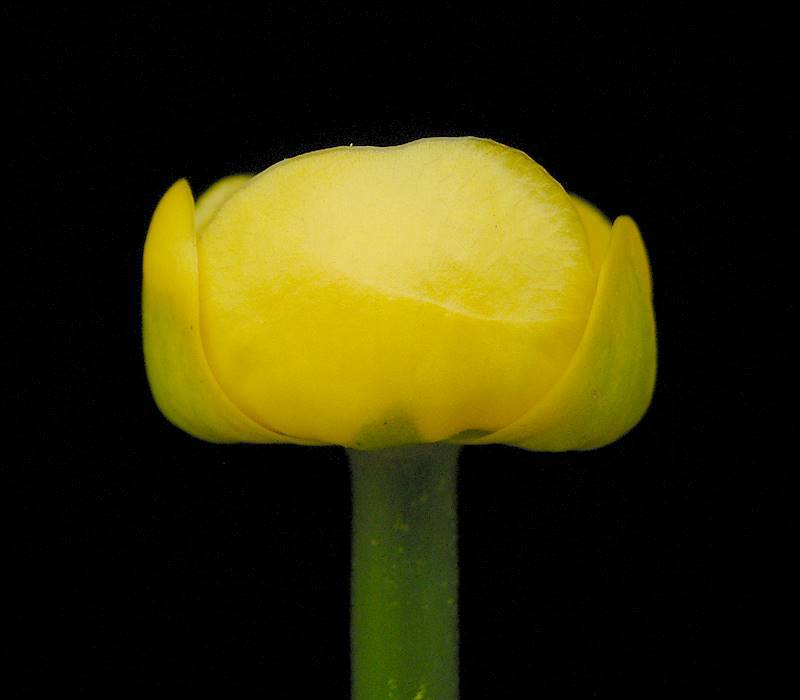
és oldalról
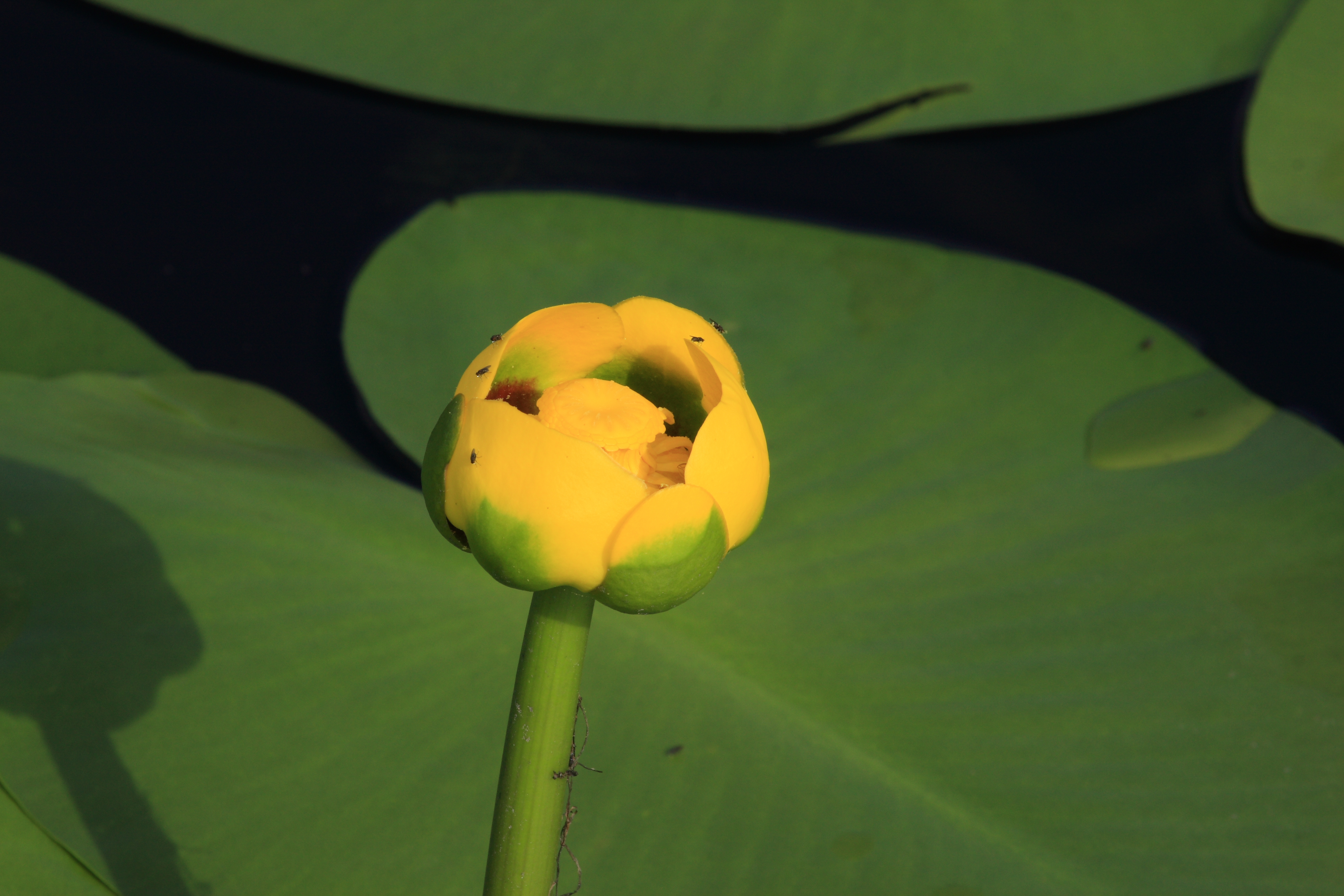
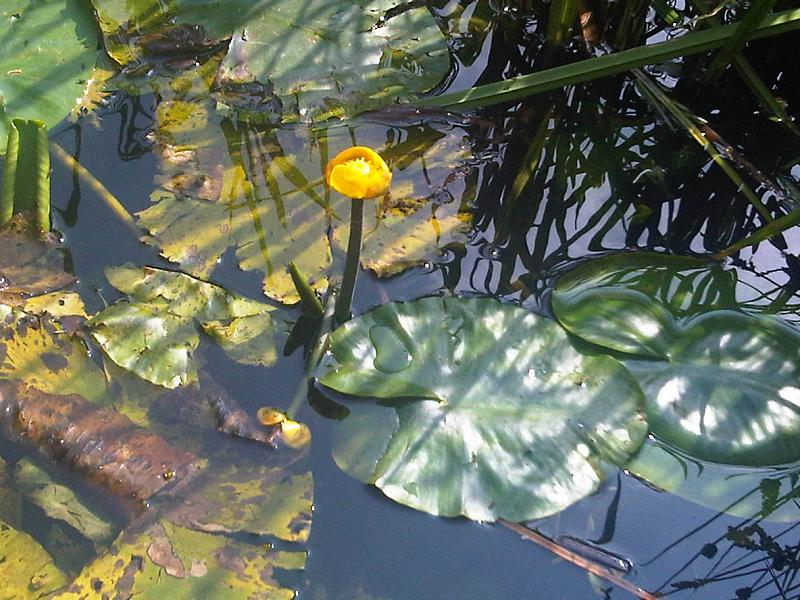
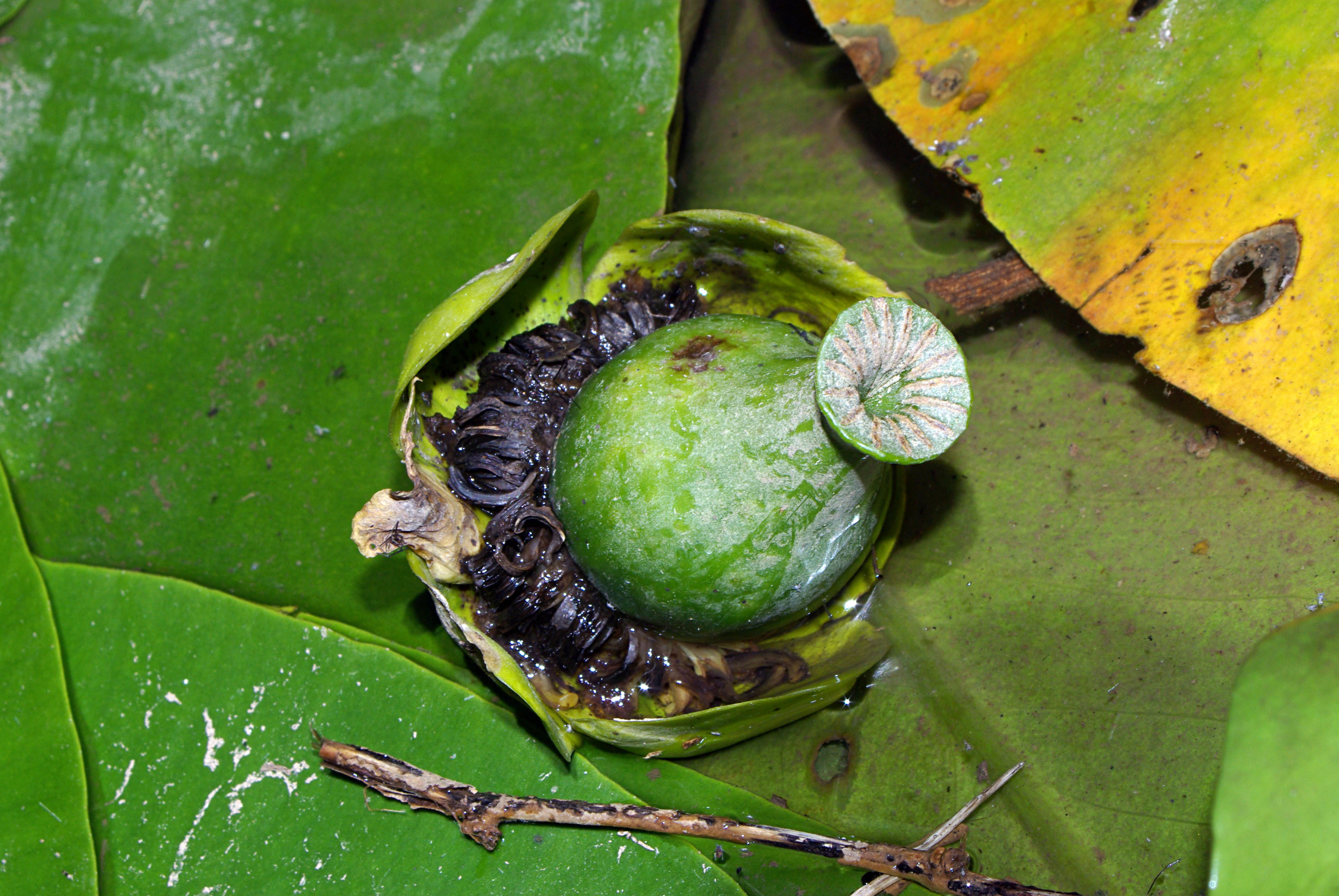
Termése
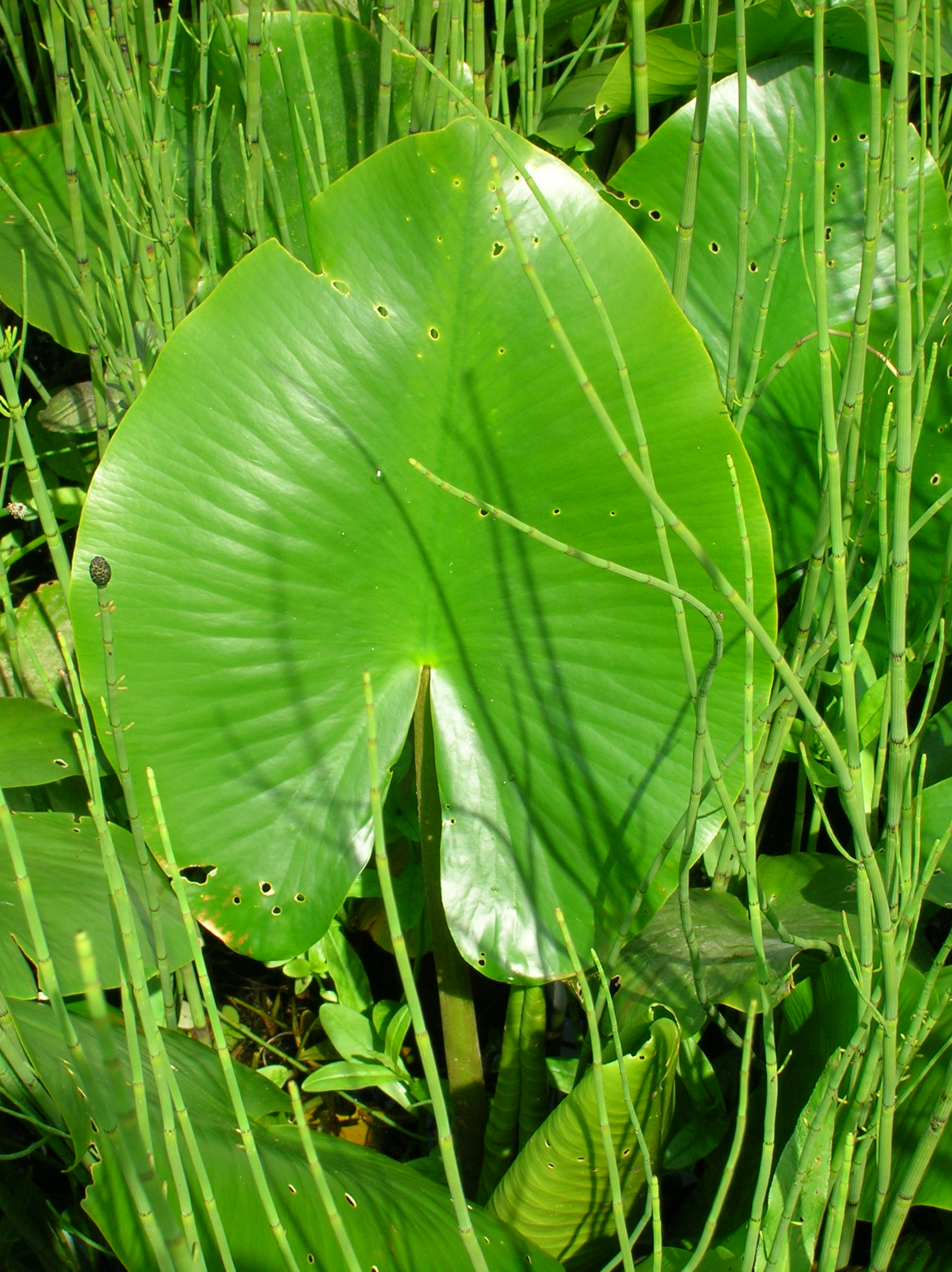
Levele
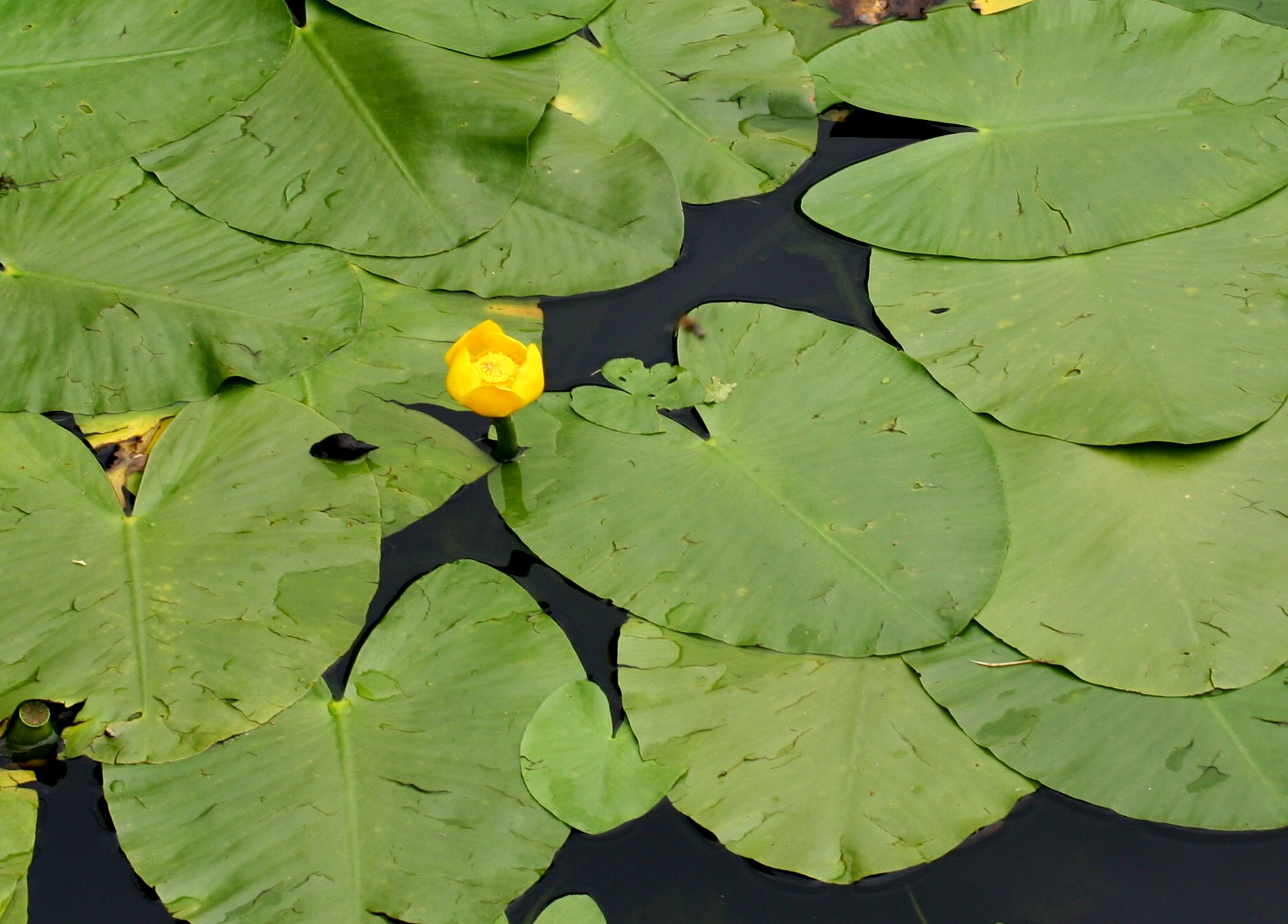
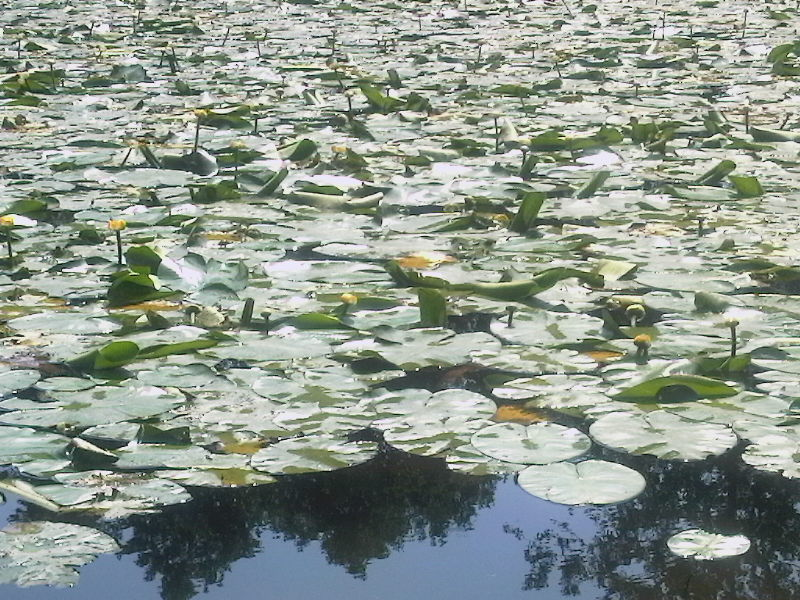
Telepe
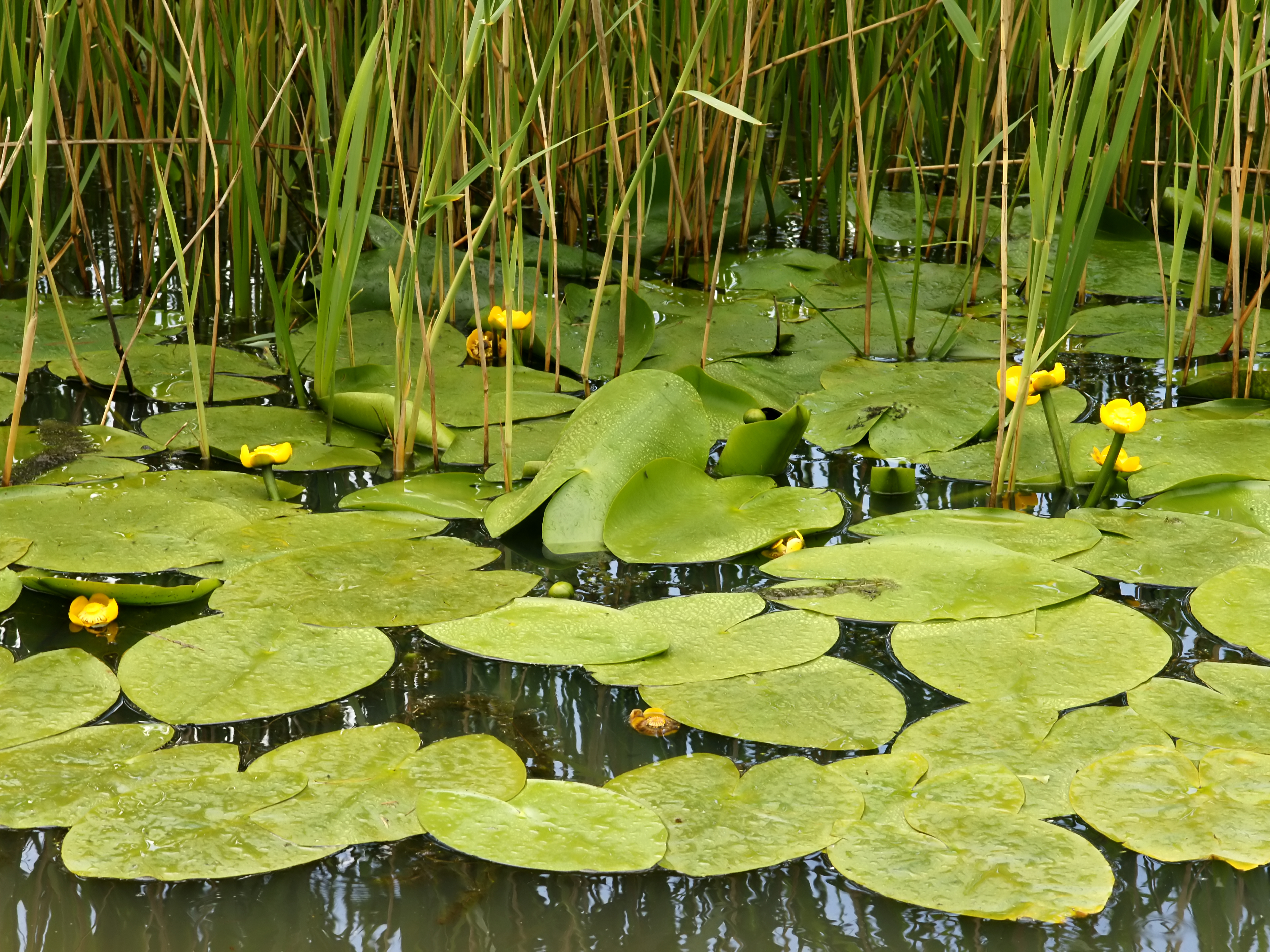
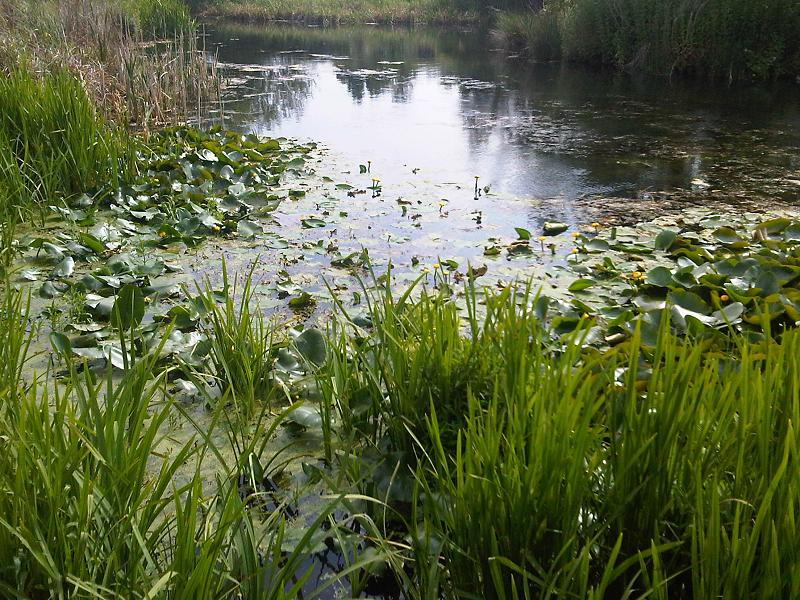
Sárga vízitökök az angliai WWT London Wetland Centre egyik vízgyűjtőjében
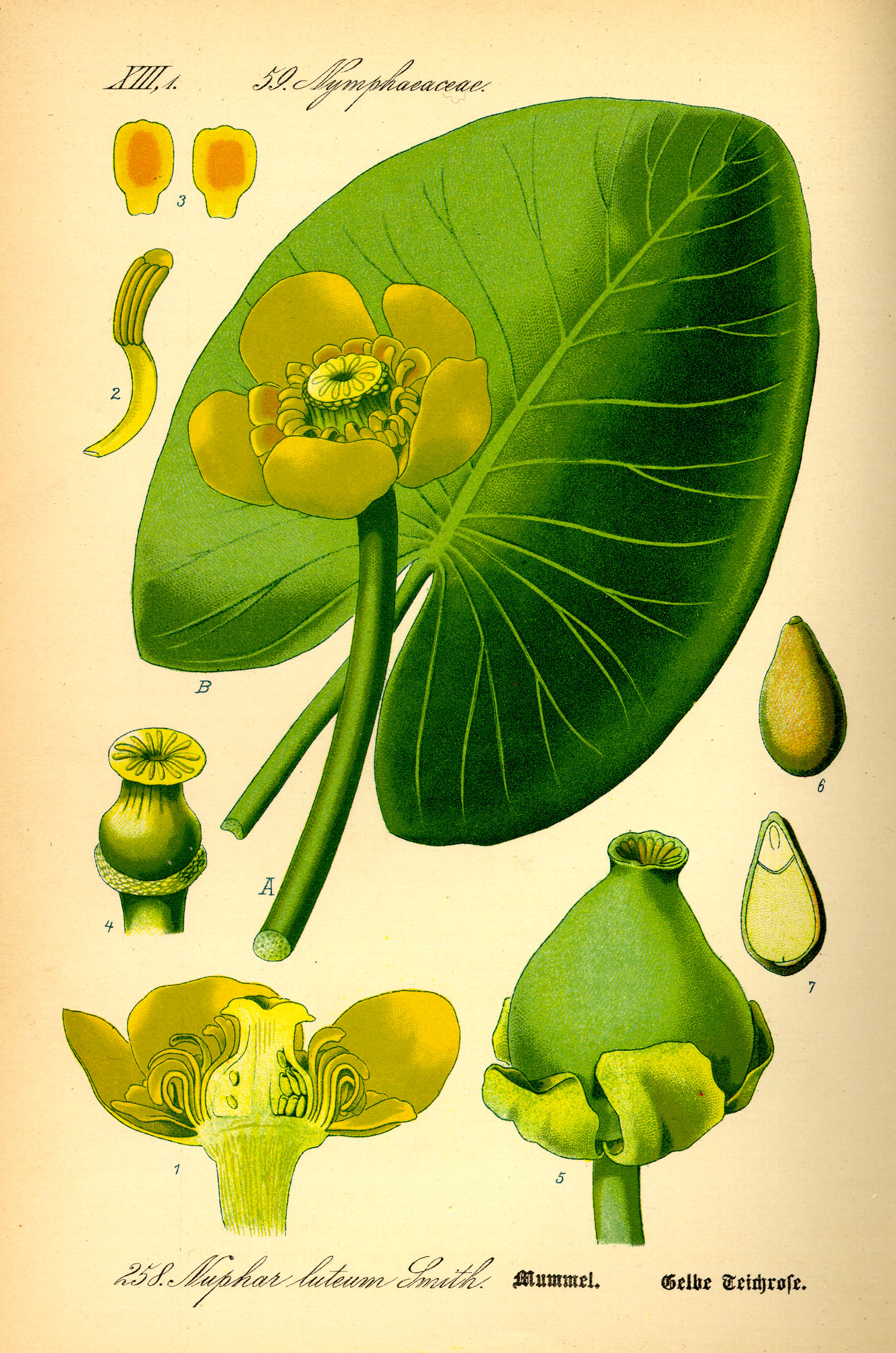
Rajzok a növényről
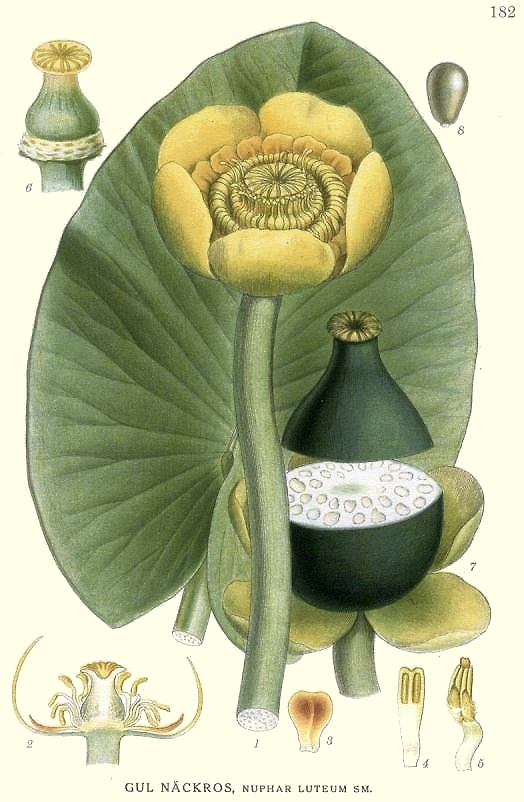
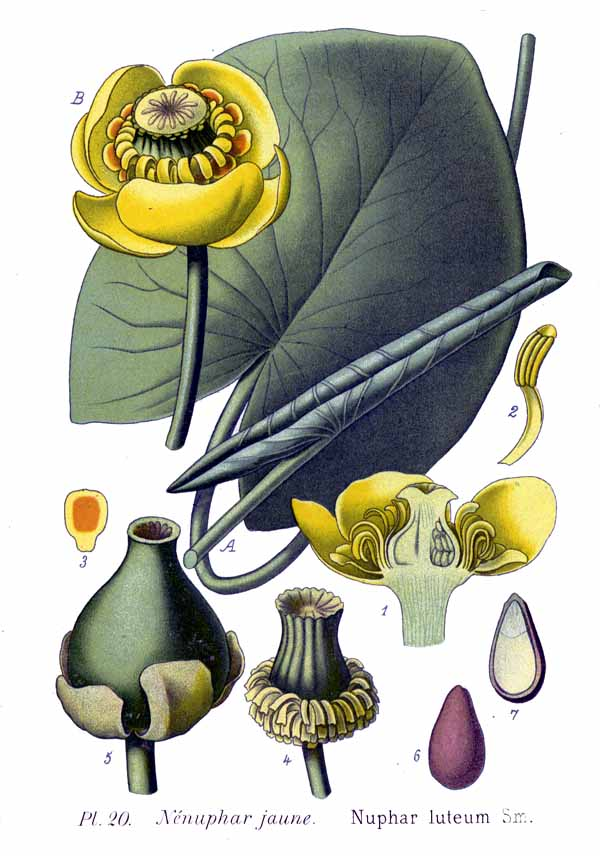
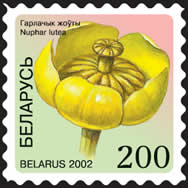
Sárga vízitök egy fehérorosz bélyegen